# 侍補
侍補（じほ）は、明治時代初めの宮内省内に置かれた役職。天皇（明治天皇）の補佐・指導を目的とした。

## 経緯

### 天皇の君主補導
明治10年（1877年）8月29日、元田永孚の提議によって西南戦争後の行財政改革の一環として発足した。一等侍補は徳大寺実則（宮内卿兼務）・吉井友実・土方久元、二等侍補は元田永孚（侍講兼務）・高崎正風、三等侍補は米田虎雄・鍋島直彬・山口正定の計8人が任じられ、11月に建野郷三が三等侍補、翌明治11年（1878年）3月には佐々木高行が一等侍補に追加され全部で10人となった。当時の明治政府の実力者であった内務卿大久保利通は、明治天皇を近代国家の主体的君主としての役目を担うことに期待し、侍補がそのために必要な君徳の培養に尽力することを期待していた。
一方、元田・佐々木・高崎らは親政の実現とその準備としての天皇への政治教育、更には実現後の補佐機関として侍補を位置づける事を企図していた。彼らは明治政府内でも保守派に属し、宮中と藩閥を中枢とする政府（府中）が分離されている現状は江戸幕府などの従来の体制と同様であり、親政を実現してこそ真に明治維新が確立されると考えていたのである。
侍補の役割を象徴するものに、侍補設置の4日後（明治10年9月2日）より開始された内廷夜話という日課である。これは夜の7時から2時間、侍補2名が当番制で天皇よりその日の出来事や相談事を訊くというものである。若い天皇が侍補の視点のみを通して内外の事象を理解するようになる危険性も孕んでいた。だが、大久保は天皇親政に一定の理解をもっており、薩摩藩以来の親友吉井が侍補に加わっていたことから、大久保と侍補らは協調関係にあり、侍補らも大久保が宮内卿を兼務して天皇の意向を政府に浸透させる構想を大久保に提言している。

### 親政運動と挫折
しかし、佐々木の侍補就任直後の明治11年5月14日に大久保が暗殺されたことによって侍補らの構想への政府側の対応が大きく変化することになる。侍補らはこれを好機として2日後の16日に明治天皇に親政断行の諫奏を行い、大久保の後を継いだ伊藤博文ら政府要人に宮府一体と称する天皇の政治権能強化と侍補の政治的役割の確立を要求するようになった。具体的には、閣議に天皇が臨御すること、その時は侍補も同席して閣議内容を聞いて把握することが内容に含まれていた。しかし、この要求は宮府分離を原則として宮中側の介入を嫌う政府に否決され、天皇の臨御は認められたが政治関与は抑えられ、親政に取り組もうとした天皇は不満を感じたが、伊藤と太政大臣三条実美・右大臣岩倉具視ら政府は天皇の姿勢を軽率と判断し安易な変革は認めなかった。人事も天皇の主張は却下され、天皇は佐々木を工部卿に望んだが実現せず、代わりに汚職疑惑で侍補達から嫌われていた井上馨が伊藤の後押しで就任した。
同年12月、佐々木は海軍省御用掛に、吉井は工部省御用掛にそれぞれ政府から任命され、翌12年（1879年）3月に吉井は工部少輔になった。これは侍補への妥協案であると同時に政治思想の転換を図る政府の思惑があり、天皇は明治11年8月から11月にかけて北陸地方・東海地方を巡幸したが、帰還後は「勤倹」と呼ばれる表面的な開化政策の批判と緊縮財政を表明、これに侍補が飛びつき天皇の意思実現を目指し、5ヵ月後の3月10日に天皇は侍補らと諮問したのみで勤倹の聖旨を公布した。政府はこうした侍補らの空理空論を改めるべく彼らを開化政策推進現場へ投入、勤倹を実際にどう実現させるか、現実と妥協させて政府との共通点を割り出そうとしたのである。狙いは的中し吉井は多忙から侍補の役割を果たせなくなり、勤倹を抑え政府よりの姿勢を取り出した。また、天皇とその近臣は政治に関与すべきではないと考えていた徳大寺実則が反発して侍補を辞任、侍補らの足並みが乱れた。
元田・佐々木らはそれでも親政運動を続けたが、元田が侍補廃止を口にしたことで事態は政府有利に傾いた。元田は廃止を楯に政府から譲歩を引き出すつもりだったが、失言を捉えた政府はそれを許さず10月13日に侍補は本当に廃止された。こうして政争は侍補側の敗北に終わったが、天皇は元田・佐々木・高崎らに対して同情的であり、侍補廃止に際して彼らにいつでも建言する事を許す待遇を与える（『明治天皇紀』）などし、かえって彼らを重用するようになった。

### 侍補廃止後
廃止後、元田は宮中に残ったが、佐々木は明治13年（1880年）に元老院副議長に任命され、吉井は工部大輔に昇進して宮中から遠ざけられた。しかし、同年に大蔵卿大隈重信が財政再建のため外債募集を提案すると、元田・佐々木ら元侍補達は伊藤ら反対陣営に与して再び親政運動を活発化、翌14年（1881年）に大隈の急進的国会開設論が伊藤らの反発を招き、開拓使官有物払下げ事件も暴露され混乱の中、佐々木らは谷干城ら政府内親政支持者とも結んで「中正派（ちゅうせいは）」と呼ばれるようになる。中正派は天皇とその周辺の政治権能の拡大を目指して、事あるごとに伊藤らと激しく対立した。
明治十四年の政変で大隈は伊藤により政界から追放され、払下げも中止となることで事態は終息に向かい、親政運動は下火となり中正派は政治の主流に立つ事はなかったが、元田による「教育勅語」起草・発布の実現など日本の国家主義の振興に大きな役割を果たす。ただし元侍補達が活躍できたのは教育分野だけで、他は顕著な成果を挙げられず挫折、佐々木は政変後に1度却下された工部卿となったが、官営模範工場の払下げと工部省の解体を促進したのみで、明治18年（1885年）の内閣制度創設に伴い工部省廃止となり、宮中顧問官として宮中へ移った。また、天皇も伊藤に説得されて親政を放棄、明治19年（1886年）に伊藤が上奏した機務六条を受け入れたことにより宮中の政治介入は否定され、明治22年（1889年）の大日本帝国憲法公布で天皇は君主権力の制限を受け入れ、政治関与を控えるようになっていった。